# Rafael Bolívar Coronado
Rafael Bolívar Coronado (Villa de Cura, 6 giugno 1884 – Barcellona, 31 gennaio 1924) è stato un giornalista e poeta venezuelano.
Egli è particolarmente famoso per aver scritto le parole del popolare joropo Alma Llanera considerato il secondo inno, non ufficiale, venezuelano.